# Dokaz s protislovjem
Dokàz s protislóvjem je vrsta logičnega argumenta, kjer se za potrebe argumenta privzame neko predpostavko T kot pravilno in s sklepanjem iz te trditve in drugih že dokazanih trditev in aksiomov pride do protislovnega rezultata, iz česar se lahko sklepa, da je predpostavka T nujno logično napačna. 
Ta vrsta dokaza se imenuje tudi prevedba na protislovje – z latinsko tujko reductio ad absurdum v dobesednem prevodu »prevedba na absurd«; temu izrazu lahko sledimo do grškega izraza ἡ εις το αδυνατον απαγωγη, ki ga je pogosto uporabljal Aristotel in pomeni »prevedba na nemogoče«. Tovrstni dokaz uporablja zakon izključene tretje možnosti; stavek, ki ne more biti napačen, mora biti nujno pravilen.

## Zgled
Želi se pokazati, da {\displaystyle {\sqrt {2}}} ni racionalno število. Za potrebe dokaza s protislovjem se privzame nasprotno predpostavko T:
T (začasno privzeta predpostavka): {\displaystyle {\sqrt {2}}} je racionalno število, torej oblike p/q, kjer sta p in q tuji celi števili.
Odtod velja:
{\displaystyle {p^{2} \over q^{2}}=2} ali {\displaystyle p^{2}=2\cdot q^{2}\!\,.\quad (*)}
Število {\displaystyle p^{2}} je sodo, torej je sodo tudi število p. Zapišimo p in q z enoličnim razcepom na prafaktorje:
{\displaystyle p=p_{1}\cdot p_{2}\cdot \ldots p_{n}\!\,,}
{\displaystyle q=q_{1}\cdot q_{2}\cdot \ldots q_{m}\!\,.}
Iz (*) se zapiše, da velja:
{\displaystyle p_{1}^{2}\cdot p_{2}^{2}\cdot \ldots p_{n}^{2}=2\cdot q_{1}^{2}\cdot q_{2}^{2}\cdot \ldots q_{m}^{2}\!\,.}
Ker je to razcep na praštevila, se mora praštevilo 2, ki se pojavlja na desni strani, nujno pojavljati tudi na levi strani enačbe, torej mora biti neki {\displaystyle p_{j}=2} (privzeti se sme, da je kar {\displaystyle p_{1}=2}). Zdaj se enačbo okrajša z 2 in se dobi:
{\displaystyle 2\cdot p_{2}^{2}\cdot \ldots p_{n}^{2}=q_{1}^{2}\cdot q_{2}^{2}\cdot \ldots q_{m}^{2}\!\,.}
Z istim sklepanjem kot prej se je dobilo, da mora biti tudi neki {\displaystyle q_{l}=2}. Torej 2 deli p in q hkrati, kar je protislovje s tem, da je p/q okrajšani ulomek (p in q sta tuji).
Edina predpostavka, ki se je naredila, je predpostavka T, da je {\displaystyle {\sqrt {2}}} racionalno število, torej mora biti ta nujno napačna. S protislovjem se je torej pravkar dokazalo, da je {\displaystyle {\sqrt {2}}} iracionalno število.